# Dalaposten
Dalaposten, med undertiteln Nyhets- och Annonsblad för Dalarne var en dagstidning utgiven i Falun från 1 december 1883 med tre provnummer i december 1883 och sedan reguljär utgivning från 2 januari 1884 till 28 november 1885.
Utgivningsbevis för tidningen utfärdades den 6 november 1883 för litteratören Henrik Leonhard Victorin (signaturen Homo), som redigerade tidningen; medarbetare var E. V. Möller (V. -ler) från 1883- september 1885, K. Hiorth från september 1885  till november. Tillfälliga bidrag lämnades av bland andra K. G. Hemgren (Halfdan Mörk) och skolläraren i Säter O. Klosterberg (Ol. Erson).
Tidningen gavs ut 2 dagar i veckan onsdag och lördag från starten och sedan tre dagar i veckan tisdag, torsdag och lördag 1885. Varje nummer hade 4 sidor i folioformat med 6-7 spalter på stora satsytor. Dagstidningen trycktes hos Falu boktryckeri aktiebolag med antikva som typsnitt. Årsprenumeration kostade 6,50 kr. Denna tidning utgjorde en fortsättning av Annonsblad för Dalarne.

## Annonsblad för Dalarne
Tidningen gavs ut från 13 december 1881 till 1 december 1883. Den gavs ut med 2 nummer i månaden på lördagar med 4 sidor. Tidningsformat var folio med 4 spalter på 39,6 x 27 cm satsyta omväxlande med 5 spalter på 52,4 x 33,7cm satsyta och 6 spalter på 54 x 40,8 cm spaltyta och tidningen utdelades gratis. Tryckeri var Falu Boktryckeriaktiebotag och tidningen trycktes med antikva som typsnitt. Utgivningsbevis för tidningen  utfärdades för läroverksadjunkten Adalrik Steffenburg den 3 december 1881. Sista numret  av tidningen utgjorde tillika provnummer av Dalaposten, som fortsatte denna tidnings utgivning.